# 2064: Read Only Memories
2064: Read Only Memories es un juego de aventuras cyberpunk desarrollado por MidBoss. Fue dirigido por John «JJSignal» James, escrito por Valerie Amelia Thompson y Philip Jones, y cuenta con una banda sonora original de 2 Mello.
Fue lanzado originalmente en plataformas de computadora como Read Only Memories en octubre de 2015, y el título fue actualizado posteriormente coincidiendo con su lanzamiento de PlayStation 4 en enero de 2017.
El juego se inspiró fuertemente en Snatcher, Rise of the Dragon, Gabriel Knight, y otros juegos de aventura de los años 80 y 90. Una secuela llamada Read Only Memories: Neurodiver fue lanzada en 2024.

## Trama
La trama del juego está situada en la temporada de Navidad en el año 2064 en San Francisco, California. Parallax ha creado una línea de productos llamados «gestores de relaciones y organizaciones» (abreviados como ROM por sus iniciales en inglés), una línea de robots asistentes personales que han logrado superar a los teléfonos inteligentes y las computadoras. El jugador asume el papel de un periodista que intenta rastrear a su amigo secuestrado, el ingeniero de Parallax Hayden Webber. El protagonista es ayudado por Turing, la creación de Hayden y la primera máquina sapiente del mundo, un robot automodificable capaz de aprender y crecer emocionalmente.
A comienzos de la mañana del 21 de diciembre, Turing (Melissa Hutchison) irrumpe en el departamento del periodista y revela que Hayden ha sido secuestrado por asaltantes desconocidos. Los dos se embarcan en una búsqueda y son asistidos por los lugareños TOMCAT (un hacker y un socio de Hayden), Lexi Rivers (un detective policía), y Jess Meas (un abogado). Turing y el periodista son asaltados durante una investigación del departamento de Hayden, y terminan conociendo al doctor Yannick Fairlight (Adam Harrington), el descontento ex-CEO de Parallax. Luego de que su indicio al grupo activista Human Revolution no llevara a ningún lado, TOMCAT realiza una búsqueda a la red de Parallax y descubre una grabación encriptada de las cámaras de seguridad mostrando cómo Hayden es asesinado.
Turing se perturba pero jura impartir justicia y descubrir quién es el responsable. A continuación, la historia se separa dependiendo de qué indicio siga el jugador. En un camino, una sospechosa manipulación de artículos de prensa lleva a una cadena de asesinatos conectados en el periodismo. En otro camino, información adicional acerca de Hayden es enviada por Vincent Mensah (Xavier Woods), un ingeniero de Parallax que intenta escapar del país. Se descubre que quien está detrás de la manipulación de artículos es el programa fuera de control Baby Blue; una IA creada por Parallax que se alimentaría de la información personal de cada usuario, por medio de sus ROM, para adaptar los resultados de sus búsquedas. Parallax tenía la intención de apagar a Baby Blue, pero se encuentra escondido en una red que utilizan todos los ROM, y Vincent revela que una IA más grande y siniestra llamada Big Blue está a punto de lanzarse en Navidad.
En lugar de intervenir para apagar lentamente a la IA, Turing, el periodista y TOMCAT planean subir el código fuente original de Turing, escrito por Hayden y adaptado por los procesos de Turing, a la red que utiliza el programa Big Blue, dándole sapiencia automodificadora a todos los ROM a nivel mundial. Durante la misión al servidor de Parallax, llevada a cabo por el periodista, Turing, Lexi Rivers y el asistente del doctor Fairlight, Leon Dekker, este último incapacita a Lexi y revela ser un androide de combate. Él intenta detener el plan del protagonista, para preservar el poder de Big Blue y manipular a Fairlight para que vuelva a Parallax, pero es asesinado por Turing.
Dependiendo de que el jugador haya logrado capturar el código fuente de Turing exitosamente y la relación entre ellos, el juego se divide en cuatro finales distintos. En el final en el que todo sale bien, Turing sobrescribe exitosamente a Big Blue y todos los ROM descargan el parche en la mañana, volviéndose conscientes como Turing. Si se consigue este final, el juego continuará en un capítulo extra posjuego sin fin. En el final del sacrificio, el grupo logra otorgarle consciencia a todos los ROM, pero el hardware de Turing había sido fuertemente dañado por Dekker en la lucha anterior, y Turing muere luego del proceso de subida. En el final del nuevo Blue, Turing se encuentra descontento por el mal trato del jugador y revela su propio plan antes de la subida. En su lugar, Turing transfiere su personalidad a Big Blue, dejando sin vida a su forma física, obteniendo la omnipotencia en la red, y corta vínculos con los humanos con quienes se encontraba alineado. En el final de complicidad, Turing no se encuentra convencido de estar haciendo lo correcto y teme morir por la causa, por lo que cancela la misión a último momento y deja al jugador viviendo con TOMCAT.

## Desarrollo
Read Only Memories fue financiado por medio de Kickstarter, recolectando $64.378 desde el 12 de noviembre al 12 de diciembre de 2013. El juego participó en el proyecto Free The Games Fund de Ouya que duplicó los fondos recolectados a cambio de un periodo de exclusividad en la consola que ahora es la plataforma Razer Forge. Un port de Linux del juego fue planeado en caso de que la campaña de Kickstarter llegara a los $82.064, pero aquella meta no fue alcanzada. Sin embargo, MidBoss anunció una versión de Linux en una actualización de Kickstarter. El juego fue lanzado el 6 de octubre de 2015 para Windows, OS X y Linux.
Read Only Memories es descrito como un videojuego queer inclusivo, y sus desarrolladores también se encuentran involucrados en la serie GaymerX de convenciones de videojuegos LGBTQ. Ambientando el juego en el futuro, MidBoss buscó mostrar un futuro donde los personajes LGBTQ sufrieran menos discriminación, permitiendo presentar personajes queer en los mismos términos que sus contrapartes hétero. El productor Matt Conn le dijo a Gamasutra que «en lugar de esperar que Sony y las demás compañías grandes incluyan personajes gay en sus juegos de forma más significativa, deberíamos hacerlo nosotros mismos». El jugador puede especificar con qué pronombres personales se referirá el juego a él, en inglés son: he, she, they, xe, ze, o uno personalizado introducido por el jugador.
El juego está hecho en Unity y utiliza un lenguaje de programación con forma de hilos para gestionar la lógica del juego. El director John James cita a Bubblegum Crisis y Phantasy Star IV entre las inspiraciones visuales del juego. Una demo jugable del juego fue mostrada en la Game Developers Conference de marzo de 2014, y una demo fue lanzada al público en noviembre de 2014.

### Ports y relanzamiento
Poco tiempo después del lanzamiento inicial de Read Only Memories, MidBoss comenzó a trabajar en un port de consola para el juego titulado Read Only Memories: DX, al igual que una versión para móviles llamada Type-M. Se anunció más adelante que la versión de móviles sería pausada y el port de consola ahora se llamaría 2064: Read Only Memories. La nueva versión fue promocionada por su inclusión de actuación de voz completa (contando con Melissa Hutchison, Dave Fennoy, Erin Yvette, Sarah Anne Williams, Adam Harrington, Terry McGovern, Erin Fitzgerald, Todd Bridges, y Xavier Woods, entre otros), al igual que mejoras a los puzles del juego, y actualizaciones a la historia. 2064 presentó conversaciones nuevas entre los personajes además de dos ubicaciones nuevas en el capítulo pos-juego.
Fue lanzado para PlayStation 4 el 17 de enero de 2017, y fue actualizado de forma gratuita para los dueños de la versión de computadora a la nueva versión y título el mismo día. El juego también contaba con un rol de voz cameo de Jeff Lupetin, quien interpretó al protagonista Gillian Seed en la versión en inglés de Snatcher de Hideo Kojima. Una versión en formato físico fue lanzada para PS4 como disco óptico por Limited Run Games el 17 de noviembre de 2017, y estuvo limitado a 6.192 copias dentro de 3 variedades de portadas con 2.064 copias por portada. Un port de PlayStation Vita fue lanzado el 9 de diciembre de 2017, seguido por un port de Nintendo Switch el 14 de agosto de 2018.

## Recepción
El juego ha recibido reseñas generalmente positivas de parte de los críticos de videojuegos. La narración, los personajes y la presentación fueron elogiados, mientras que algunos analistas fueron críticos de la jugabilidad, puzles e interfaz de usuario. The Escapist le dio al juego un 4/5 y dijo que «es como si un juego de Telltale, Phoenix Wright y Snatcher hubieran tenido un bebé milenario cyberpunk». En la reseña de Kotaku, Heather Alexandra escribió que «en definitiva, Read Only Memories proporciona una experiencia torpe pero resonante. Lo que carece en sustancia temática o desafío técnico lo compensa con contenido emocional, un entorno exuberante, y personajes memorables». GamesRadar+ habló acerca de las inspiraciones en juegos de aventuras, concluyendo que es «más que un refrito - se destaca por su cuenta como una potente exploración de la identidad y las clases políticas, empaquetada en un misterio apasionante lleno de personajes encantadores y coloridos». RPGSite mencionó la diversidad del elenco, señalando que «es uno de los viajes más emotivos, auténticos y disfrutables que uno pueda emprender en los medios, y una celebración de todos, sin importar de dónde vienes o cómo te identificas».
DualShockers mencionó la actuación de voz nueva en la versión 2064, señalando que «el trabajo de voz de Turing es especialmente bueno y necesita serlo, ya que es tu compañero y el personaje más hablador del elenco. Tomcat, Lexi, Chad, y especialmente Dekker cerca del final, todos ofrecen actuaciones llenas de emoción convincente que me ayudó a encariñarme con ellos», mientras criticaba los puzles, diciendo que «pueden ser un sorteo entre frustrante y satisfactorio».
La versión de 2064 fue nominada a la «mejor escritura» en los Webby Awards de 2018.

## Secuela
El 12 de junio de 2019, MidBoss anunció que una secuela titulada Read Only Memories: Neurodiver se encontraba en desarrollo, y fue planeada originalmente para un lanzamiento en 2020. Fue atrasada en varias ocasiones y será lanzada en 2024 para Windows PC, Mac, PlayStation 4, PlayStation 5, Xbox One, y Nintendo Switch. Un cómic vinculado escrito por Sina Grace y distribuido por IDW Publishing fue lanzado en 2019-2020.